# عبد الجواد فلاطوري
عبد الجواد فلاطوري (19 يناير 1926 في أصفهان - 30 ديسمبر 1996 في برلين) كان عالمًا إسلاميًّا إيرانيًّا ألمانيًّا، عاش في ألمانيا وكان مهتمًّا بشكل خاص بالبحث في الإسلام الشيعي والحوار المسيحي الإسلامي.

## الحياة
تخرج فلاطوري من مدرسة ألمانية فارسية في عام 1943. ثم درس العلوم الإسلامية (الأدب العربي، الشريعة الإسلامية، التاريخ الإسلامي، علم الكلام، المنطق، الفلسفة) في المدارس الدينية في أصفهان (سنتين)، وطهران (سنتين)، ومشهد (ست سنوات)، ومرة أخرى طهران (ثلاث سنوات أخرى). وبعد أن أكمل دراسته وحصل على درجة الاجتهاد في عام 1950 والبكالوريوس في الفلسفة في عام 1954 ، انتقل إلى ألمانيا في عام 1954، حيث درس الفلسفة والدين المقارن (مع جوستاف مينشينغ) وعلم النفس وكذلك اليونانية واللاتينية  في ماينز وكولونيا وبون . في عامي 1962  و1964  حصل فالاتوري على درجة الدكتوراه تحت إشراف غوتفريد مارتن بأطروحة حول تفسير الأخلاق الكانطية في ضوء الاحترام .
أثناء عمله على تأهيله، قام فلاتوري بتدريس الدراسات الفارسية والإسلامية في جامعات هامبورغ (1961-1964) وكولونيا (1964-1973). تمت عملية التأهيل سنة 1973 مع تحول الفلسفة اليونانية إلى الفكر الإسلامي . من عام 1974 إلى عام 1991  قام بتدريس الفلسفة الإسلامية وعلم اللاهوت والفقه في جامعة كولونيا. 